# وانا رزنبرگ
وانا روزنبرگ (انگلیسی: Vanna Rosenberg؛ زادهٔ ۳ آوریل ۱۹۷۳) هنرپیشه اهل سوئد است. او با تهیه کننده فیلم اولف سیننرهولم ازدواج کرده است
روزنبرگ و پدرش، گوران رزنبرگ در سالهای ۲۰۰۹ و ۲۰۱۰، در برنامه تلویزیونی På spåret شرکت کردند.
از فیلم‌ها یا مجموعه‌های تلویزیونی که وی در آن‌ها نقش داشته است، می‌توان به گزارش به خداوند اشاره نمود.